# James Edward Abbe
James Edward Abbe (Alfred, États-Unis, 17 juillet 1883 – San Francisco, 11 novembre 1973) est un photographe américain.

## Biographie
Photographe américain autodidacte, il a commencé à prendre des photographies dès l'âge de douze ans. De 1898 à 1910, il travaille dans la librairie de son père Abbe's Bookstore puis comme journaliste pour le Washington Post, voyageant à cette occasion en Europe, en 1910.
Après avoir réalisé des photographies de marins et de bateaux pour en faire des cartes postales pour touristes, il s'établit comme photographe indépendant à Newport News où il travaille de 1913 à 1917.
En 1917, il lance son propre studio à New York où il réalise la première couverture photographique pour le Saturday Evening Post; il photographie aussi pour le Ladies Home Journal, le New York Times et d'autres publications. De 1922 à 1923, il travaille comme photographe de plateau, acteur et scénariste pour des studios de cinéma, il acquiert une certaine notoriété avec le portrait de Jeanne Eagels. Bien qu'il ait surtout travaillé pour Mack Sennett à Hollywood, il a aussi travaillé pour D. W. Griffith comme photographe de plateau sur Way Down East (1920) et a accompagné Lillian Gish en Italie pour les photographies du film de Griffith, The White Sister (1923).
Après la création de son studio à Paris en 1924, il voit ses photographies publiées dans des journaux tels que Harper's Bazaar, L'Illustration, le New York Herald Tribune, Tatler, Vanity Fair, Vogue et le magazine VU. Il réside dans la capitale française jusqu'en 1932.
Il a photographié des célébrités du cinéma et les danseuses du Moulin Rouge à Paris. Il a aussi fait des photographies de mode comme celles de Natacha Rambova dans des créations de Mariano Fortuny y Madrazo ou les robes de Jean Patou (vers 1924 ;  voir Hall-Duncan, p. 41). Il couvre la guerre des Cristeros en 1928. Il manifeste un penchant pour photographier les protagonistes de dictature : de 1929 à 1932, il participe à la revue allemande Berliner Illustrierte Zeitung, photographie Hitler et les chantres du nazisme ; après son retour aux États-Unis en 1934, il couvre la guerre d'Espagne du côté franquiste en 1936 ; il publie un ouvrage consacré à la Russie en 1935, réalisant à cette occasion le premier portrait posé de Staline.
Après la Seconde Guerre mondiale, il se tourne vers la radio et la télévision.